# Hranjenik (1970.)
Hranjenik, hrvatski dugometražni film iz 1970. godine.